# Émile Bernard (konstnär)
Émile Bernard, född 28 april 1868 i Lille, död 15 april 1941 i Paris, var en fransk målare och författare. 

## Biografi
Bernard gjorde anspråk på att ha varit mannen bakom den så kallade cloisonismen, som Gauguin använde sig av. Han var en av ledarna för symbolismen och arbetade de sista åren av sitt liv för ett pånyttfödande av den religiösa konsten.
Bernard var vän med van Gogh och brevväxlade med honom och med Cézanne, som i ett berömt brev till honom skrev om att behandla naturen "med hjälp av cylindern, klotet och konen". Han var även mentor för den svenske konstnären Ivan Aguéli, som umgicks med honom och den finländske konstnären Werner von Hausen i Egypten i slutet av 1800-talet. Bernard finns representerad vid bland annat Göteborgs konstmuseum.

## Verk

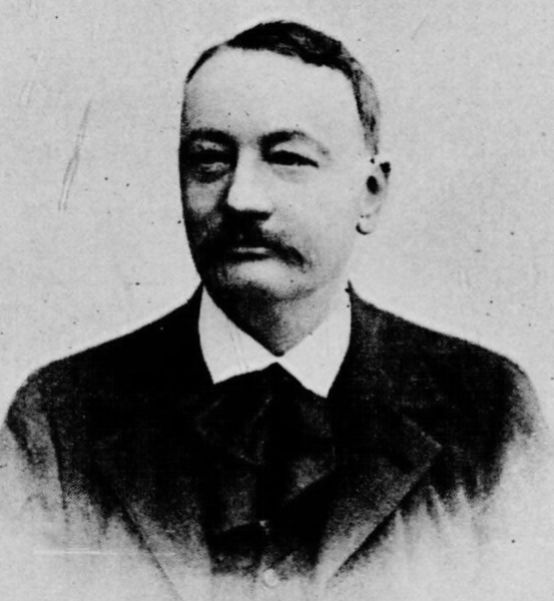
Émile Bernard (1898)
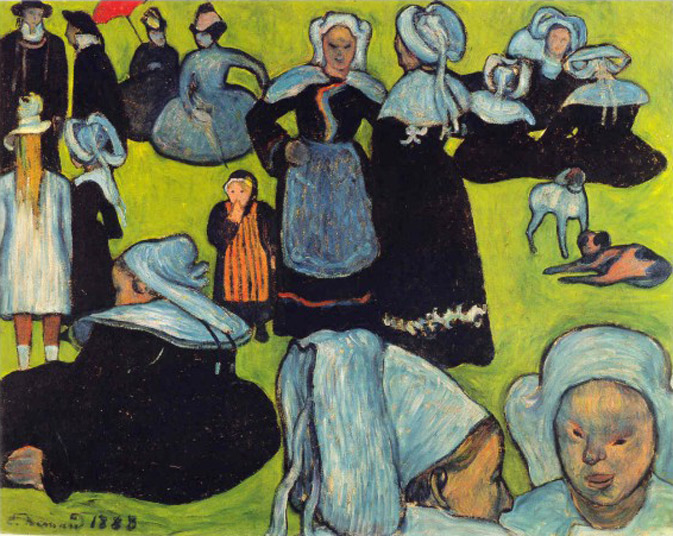
Bretonska kvinnor på ängen (Le Pardon de Pont-Aven) (1888)
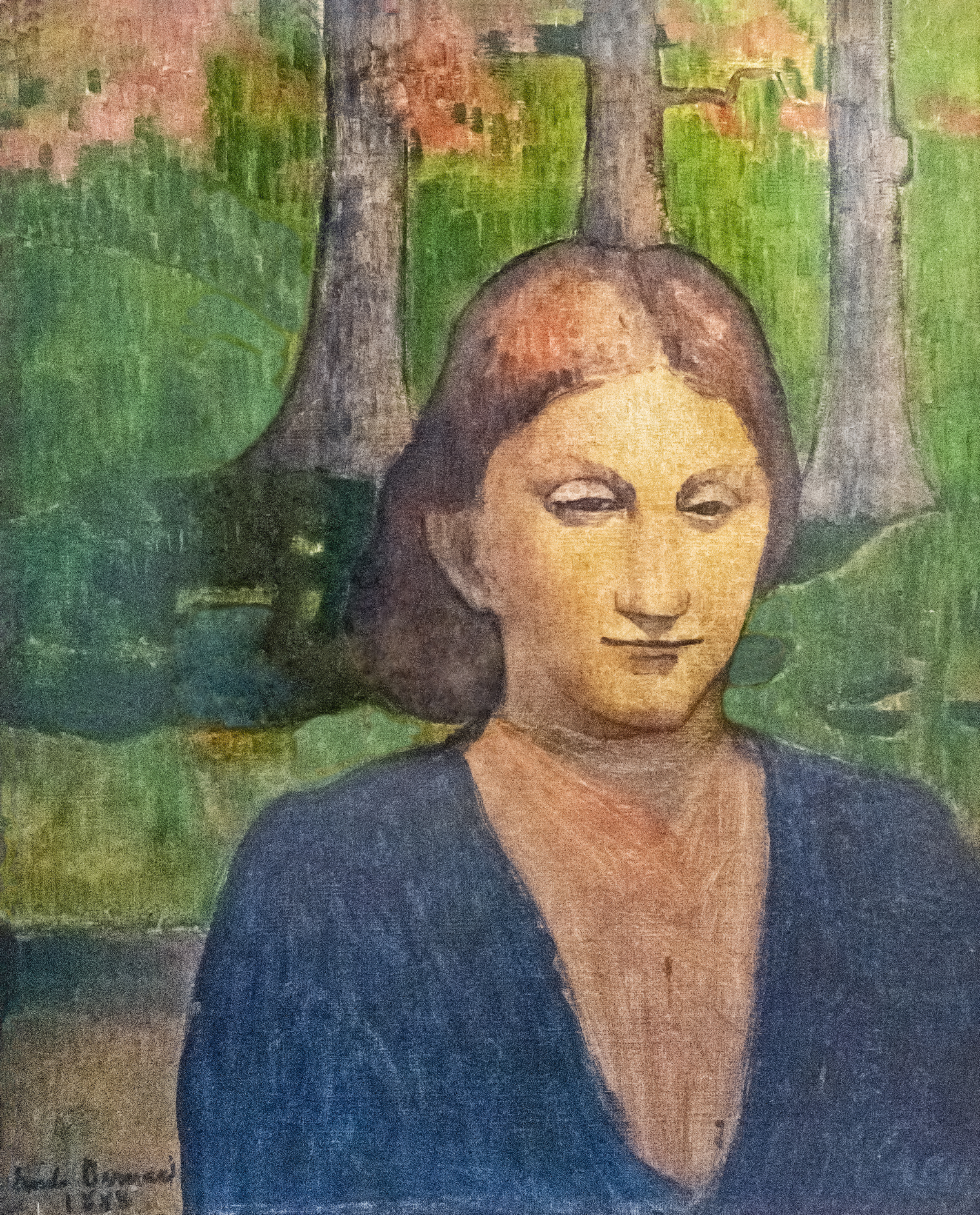
Porträtt av min syster Madeleine (1888)
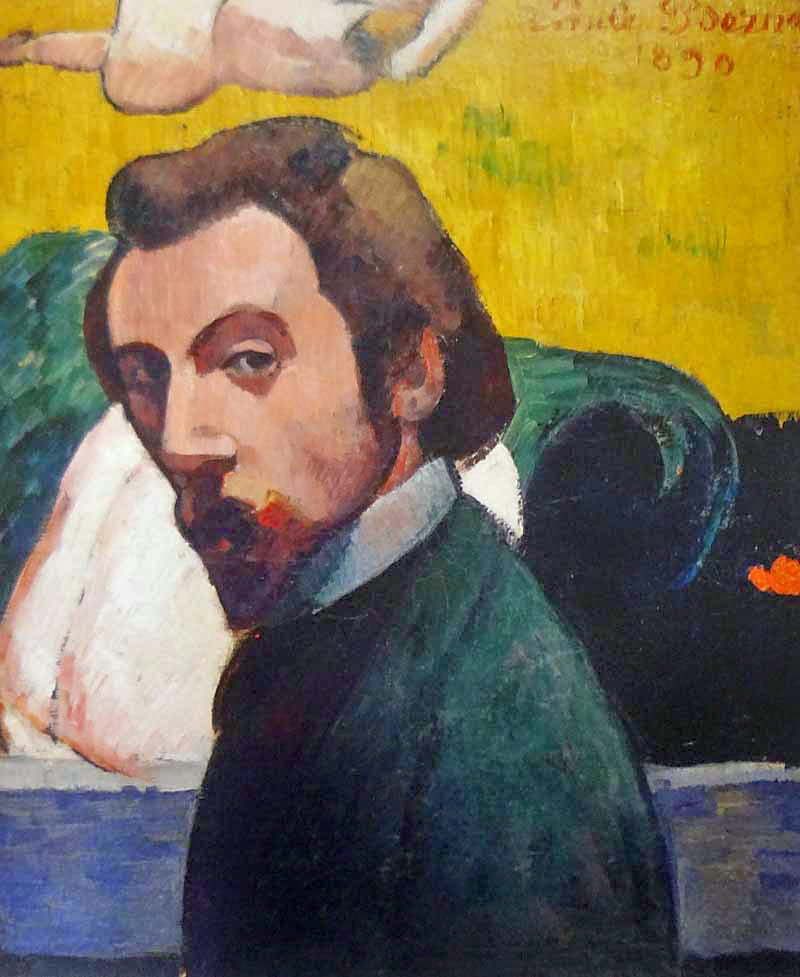
Självporträtt (1890)
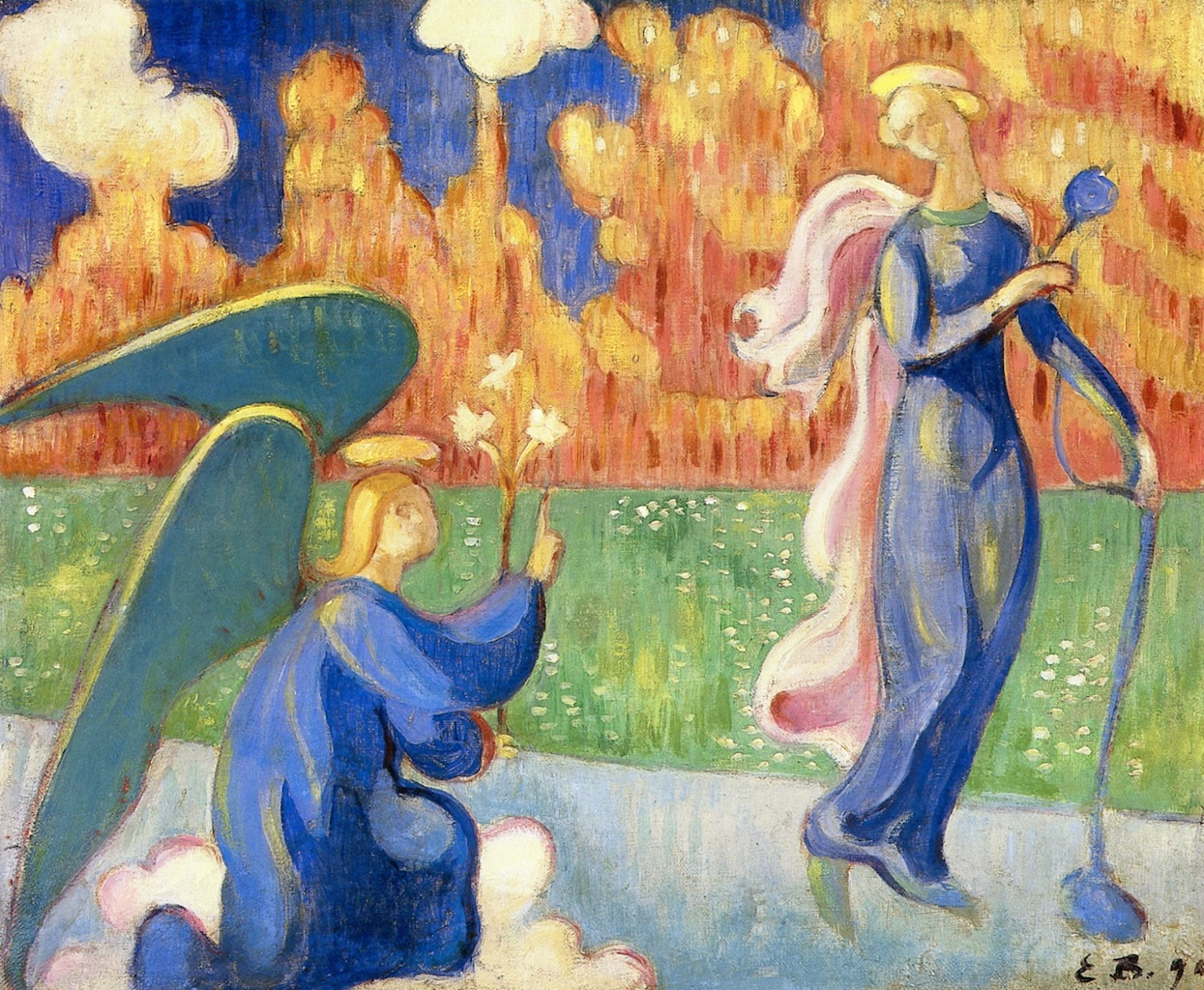
Bebådelsen (1890)
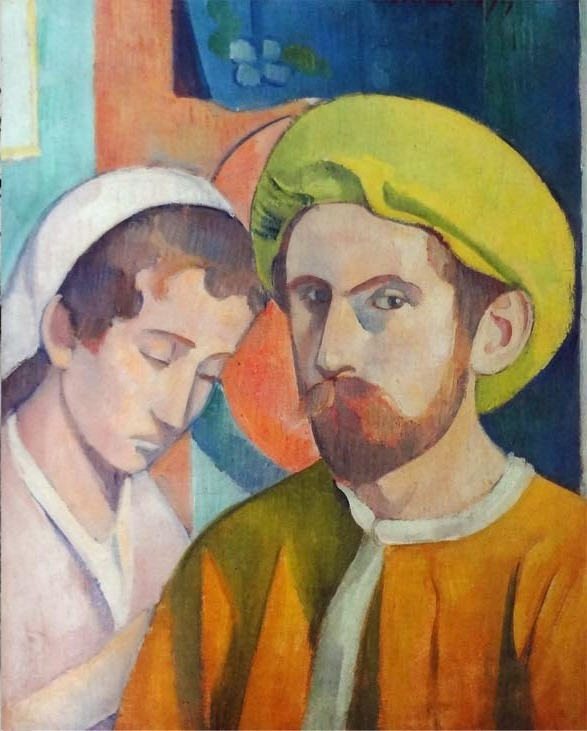
Självporträtt i gul turban (1894)
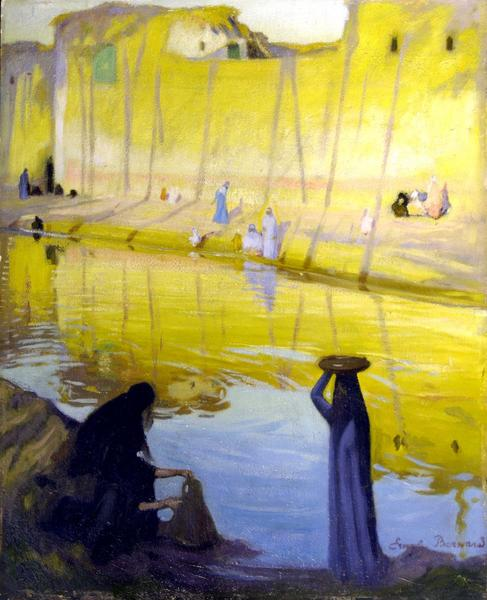
Nilens strand vid Marg, kvällsstämning (1900)
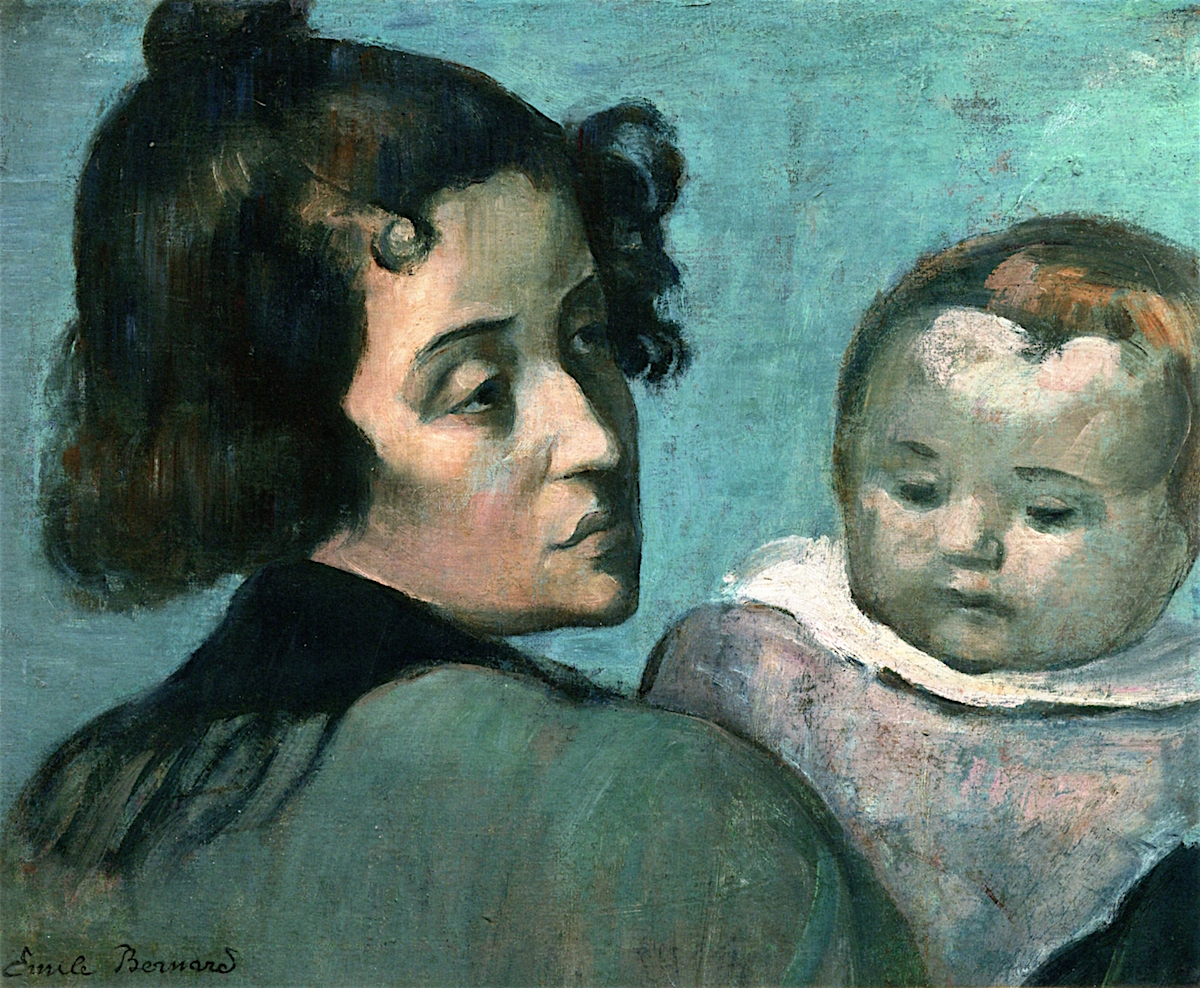
Mor och barn (c:a 1903)